# NGC 3354
NGC 3354 é uma galáxia espiral (S?) localizada na direcção da constelação de Antlia. Possui uma declinação de -36° 21' 46" e uma ascensão recta de 10 horas, 43 minutos e 02,8 segundos.
A galáxia NGC 3354 foi descoberta em 1 de Maio de 1834 por John Herschel.